# Karen Friesicke
Karen Christine Friesicke (ur. 11 kwietnia 1962 w Hamburgu, zm. 25 grudnia 2015 tamże) – niemiecka aktorka teatralna i filmowa.

## Życiorys
Zagrała w kilkudziesięciu filmach, głównie niemieckich oraz amerykańskich i japońskich. W 2008 roku zagrała epizodyczną rolę Ingrid Kruger w polskim serialu Brzydula.
Związana była nieformalnie z polskim aktorem Markiem Włodarczykiem, z którym miała dwóch synów – Vincenta i Simona. Tymczasowo mieszkała w Polsce.
Karen Friesicke zmarła 25 grudnia 2015 popełniając samobójstwo.